# Epidemic Records
Epidemic Records es un sello discográfico fundado por los productores Cool & Dre en el 2007.Epidemic Records contratara tres artistas latinos para que formen parte de su sello discográfico.El primero en ser comprobado fue C-Ride.

## Artistas
- Dre
- Joe Hound
- Dirtbag
- C-Ride
- DJ sLICK
- Big Daddy
- La Morgue
- K-lle Real
- K.Rose

- Datos: Q6741392